# Henryk Budziński
Henryk Budziński (ur. 29 listopada 1904 w Bobryku k. Stanisławowa, zm. 18 marca 1983 w Gdańsku) – polski wioślarz, medalista olimpijski. Mierzył 170 cm i ważył nieco ponad 60 kg. Tak niski wzrost i waga wyczynowego wioślarza była w czasach przed wprowadzeniem wagi lekkiej zjawiskiem niespotykanym (w sporcie tym wzrost i zasięg ramion dają ogromną przewagę, a i waga jest bardzo istotna).

## Życiorys
Urodził się w Bobryku k. Stanisławowa, był synem Edwarda i Stanisławy z Kamińskich. Podczas rewolucji październikowej ewakuował się w okolice Kujbyszewa. Ukończył tam szkołę techniczną. W styczniu 1923 powrócił do Polski, osiadł w Poznaniu, gdzie pracował jako technik budowlany. W 1926 r. rozpoczął uprawianie żeglarstwa. Przez całą karierę zawodniczą reprezentował barwy KW 04 Poznań. Startował w kilku konkurencjach wioślarskich, ale największe sukcesy odniósł w dwójkach bez sternika, w osadzie z Janem Krenzem-Mikołajczakiem. Rzem zdobyli srebrny medal na ME w Bydgoszczy (1929) oraz złoty na ME w Liège (1930). Zdobyli również brązowy medal podczas igrzysk olimpijskich w Los Angeles (1932). Ponadto wywalczył srebro w czwórkach bez sternika na ME w Paryżu (1931), partnerzy: Jan Krenz-Mikołajczak, Zbigniew Kasprzak, Kazimierz Nowakowski. Podczas mistrzostw Europy Budapeszcie (1933) polska czwórka bez sternika z Budzińskim odpadła w repesażach.
Budziński był osiem razy mistrzem Polski:
- dwójki bez sternika: 1929, 1930, 1931
- dwójki ze sternikiem: 1931
- czwórki bez sternika: 1930, 1931, 1933
- ósemki: 1929, 1931

Laureat Wielkiej Honorowej Nagrody Sportowej (1930). W latach 1935–1939 był trenerem AZS Poznań. Po zakończeniu kariery w 1933 pracował jako trener.
W czasie wojny obronnej dostał się do niewoli radzieckiej, grudniu został przekazany do niewoli niemieckiej. Zbiegł z niej i ukrywał się w Warszawie pod nazwiskiem Józef Kobyliński. Wziął udział w powstaniu warszawskim. Po wojnie mieszkał w Gdańsku, gdzie pracował w przedsiębiorstwie budowlanym. Zmarł 18 marca 1983 w Gdańsku i został pochowany na Cmentarzu Srebrzysko w Gdańsku-Wrzeszczu (rejon IV, taras I, grób 35).

## Ordery i odznaczenia
- Srebrny Krzyż Zasługi (9 listopada 1932)[9]

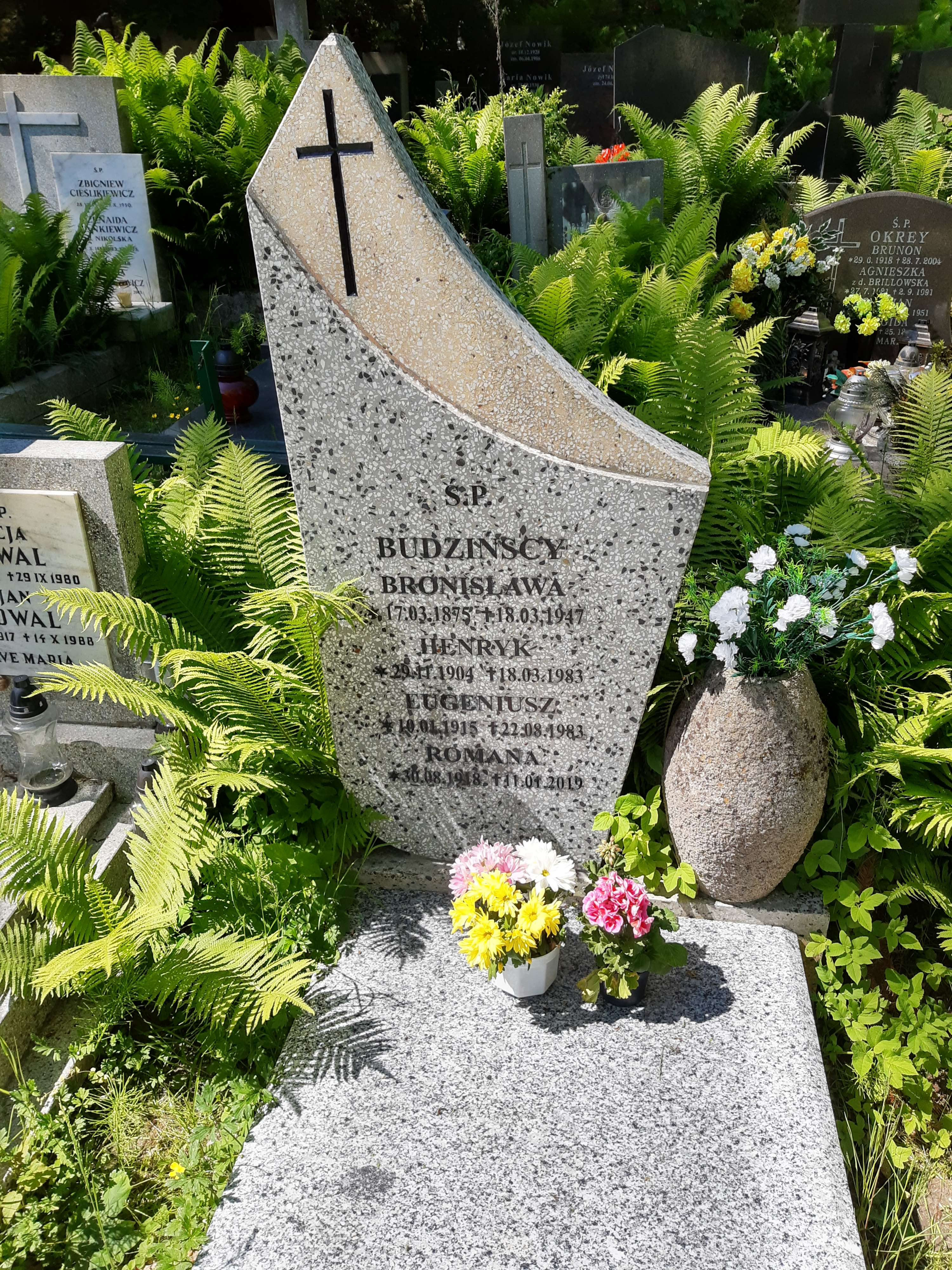
Grób Henryka Budzińskiego na Cmentarzu Srebrzysko